# آرشي برينان
آرشي برينان (بالإنجليزية: Archie Brennan)‏ هو لاعب كرة قدم بريطاني، ولد في 16 أكتوبر 2000 في غلوستر في المملكة المتحدة. لعب مع نادي تشيلتنهام تاون لكرة القدم.